# Leslie Pope
Leslie Pope (Bowling Green, 2 de junho de 1954 – Los Angeles, 6 de maio de 2020) foi uma diretora de arte de cinema estadunidense. Foi indicada ao Oscar de melhor direção de arte na edição de 2004 pela realização da obra Seabiscuit (2003), ao lado de Jeannine Oppewall.

## Morte
Morreu no dia 6 de maio de 2020 em Venice, aos 65 anos.